# Patterson Kabore
Patterson Kabore (Uagadugú, Burkina Faso, 5 de mayo de 1995) es un futbolista burkinés que se desempeña como defensa y actualmente milita en el FC Guria Lanchkhuti de la Umaglesi Liga de Georgia.

## Clubes
| Club                | País    | Año               |
| ------------------- | ------- | ----------------- |
| CD Níjar            | España  |                   |
| UD Almería B        | España  |                   |
| Terrassa FC         | España  |                   |
| La Roda CF          | España  |                   |
| CD Madridejos       | España  |                   |
| FC Guria Lanchkhuti | Georgia | 2016 - Actualidad |